# Diego Haëdo
Diego Haëdo (Karrantza, 1527 – Palermo, 5 juli 1608) was een Spaans inquisiteur op Sicilië, een koninkrijk dat deel uitmaakte van het Spaanse Rijk. Hij was nadien bisschop van Agrigento (1585-1589) en aartsbisschop van Palermo (1589-1608) tot zijn dood.

## Familienaam
Spaanse schrijfwijzen voor de verlatijnste familienaam Haëdo waren Aedo, Aiedo en Avedo.

## Levensloop
Haëdo werd geboren in Karrantza, in Spaans Baskenland. Na zijn priesterwijding werkte Haëdo als inquisiteur in Valencia en in Aragon.
In 1577 werd Haëdo overgeplaatst naar de Inquisitie in het koninkrijk Sicilië. Hij viel snel op door de heftigheid waarmee hij de privilegies van de Inquisitie, officieel het Heilig Officie, verdedigde tegenover de burgerlijke overheid. Zijn tegenstander was met name de onderkoning van Sicilië admiraal Colonna. Colonna was een Italiaan, geen Spanjaard, die afstamde van een invloedrijke familie in Lazio gelegen in de Pauselijke Staat. Een jaar na Haëdo’s komst op Sicilië braken de eerste incidenten los. Colonna liet verschillende leden van de Inquisitie en hun familieleden voor de rechtbank slepen wegens misdrijven tegen de Staat. Ondanks protest van Haëdo bij de regering in Madrid bleef de onderkoning verder gaan met het oppakken van Inquisitieleden. Haëdo vaardigde dan maar enkele excommunicaties uit tegen aanhangers van Colonna. De bom barstte toen bisschoppen gearresteerden van de Inquisitie lieten overdragen aan de burgerlijke rechtbanken (en vrijspreken). Haëdo richtte een vlijmscherpe brief aan de Grootinquisiteur van Spanje en koning Filips II (1579). Niettegenstaande sussende berichten uit Madrid stuurde Haëdo vervolgens in het grootste geheim een gezant naar Filips II in het Escorial in Madrid (1580). De koning bevestigde de suprematie van de Inquisitie tegenover de burgerlijke rechtbanken (1580). De rust leek teruggekeerd.
In 1581 liet Colonna een edelman werkzaam bij de Inquisitie arresteren. Haëdo vroeg in Madrid het ontslag van de onderkoning van Sicilië. Dit gebeurde niet. Madrid stuurde in de plaats een inspecteur-generaal (1582). Deze laatste onderzocht de situatie en, op aandringen van Haëdo, werd onderkoning Colonna de laan uitgestuurd (1584). Colonna reisde via de paus in Rome door naar Spanje waar hij kort nadien stierf; de geruchtenmolen had het over vergiftiging.
Koning Filips II beloonde Haëdo voor zijn verdediging van de Inquisitie met de bisschopstroon van Agrigento (1585). In 1589 volgde een promotie tot aartsbisschop van Palermo door paus Sixtus V. Door dit ambt was Haëdo tevens primaat van Sicilië. Als aartsbisschop kwam de oud-inquisiteur regelmatig tussen in disputen tussen het Heilig Officie en de burgerlijke rechtbanken.
In de jaren 1590 werkte zijn neef en naamgenoot de benedictijn Diego de Haedo bij hem in Palermo.
Aartsbisschop Haëdo werd begraven in de crypte van de kathedraal van Palermo (1608). 